# Alan Kernaghan
Alan Kernaghan est un footballeur irlandais né le 25 avril 1967 à Otley. Il évoluait au poste de défenseur.

## Biographie

### En équipe nationale
International irlandais, il reçoit 22 sélections en équipe d'Irlande entre 1992 et 1996. 
Il joue son premier match en équipe nationale le 9 août 1992 contre la Lettonie et son dernier le 15 juin 1996 contre la Bolivie. Le 8 septembre 1993, il inscrit un but lors d'un match face à la Lituanie. C'est son seul but en équipe nationale.
Il fait partie du groupe irlandais lors de la Coupe du monde 1994, sans toutefois disputer de match lors de cette compétition. Il joue tout de même 8 matchs comptant pour les tours préliminaires de ce mondial.

## Carrière

### En tant que joueur
- 1985-1993 :  Middlesbrough FC
  - jan. 1991 :  Charlton Athletic (prêt)
- 1993-1997 :  Manchester City
  - 1994-nov. 1994 :  Bolton Wanderers (prêt)
  - fév. 1996 :  Bradford City (prêt)
- 1997-2001 :  St Johnstone FC
- aout 2001 :  Brechin City
- 2001-2004 :  Clyde FC
- 2004-nov. 2004 :  Livingston FC
- jan. 2005-fév. 2006 :  Falkirk FC
- fév. 2006-2006 :  Dundee FC

### En tant qu'entraîneur
- 2003-2004 :  Clyde FC
- 2005-2006 :  Dundee FC
- nov. 2015-2016 :  Glentoran FC

## Sources
- (en) Stephen McGarrigle, The Complete who's who of Irish international football : 1945-1996, Edimbourg, Mainstream Publishing, octobre 1996, 237 p. (ISBN 1-85158-894-9), p. 112